# Serafino Many
Serafino Many (ur. 30 grudnia 1847 w Gespunsart, zm. 15 sierpnia 1922 w Fiesole) – kanonista, Dziekan Roty Rzymskiej.

## Życiorys
Święcenia kapłańskie przyjął 8 kwietnia 1871 roku. Po święceniach był wikariuszem w Sy (Francja), a następnie został kapelanem Dam Wniebowzięcia Sedanu (Dames de l'Assomption de Sedan). 3 lipca 1878 roku obronił rozprawę doktorską na Uniwersytecie św. Tomasza w Rzymie (Angelicum) i powrócił do Francji. Po powrocie wykładał prawo kanoniczne w paryskim St-Sulpice. Był płodnym naukowcem, spod którego pióra w latach 1891-1894 wyszły liczne publikacje.
W 1898 roku  został kierownikiem katedry prawa kanonicznego w l'Institut catholique w Paryżu. W 1908 roku został wezwany przez P. Gaspariego do Rzymu, gdzie został audytorem Roty Rzymskiej oraz konsultorem Kongregacji Sakramentów. W 1917 roku został konsultorem Komisji ds. Interpretacji Kodeksu. W latach 1920–1921 był dziekanem Roty Rzymskiej.